# リフカ島
リフカ島（リフカとう、Lifuka）は、トンガ王国の島。トンガ中部のハアパイ諸島を構成する島の1つであり、首都・ヌクアロファの北東に位置する。
ハアパイ諸島の主都であるパンガイは、この島にある。

## 歴史
リフカ島は、ジェームズ・クックがトンガのことを「友情の島」と呼んだ島である。バウンティ号の反乱が1789年に発生したトファ島は、リフカ島の西40海里に位置し、活発な火山活動を行っている。ブライ船長（Cpt. Bligh）は、2009年にタリスカー・バウンティ（Talisker Bounty）のチームに更新されるまで、近代的な航行支援システムを用いずに無甲板船で航海した最長記録を保持していた。不運な運命にあったフランス船籍のトールシップ・ポルトープランス号（Port-au-Prince）は1809年に北東の海岸で地元住民に襲撃され、乗組員がほぼ全員虐殺されたが、その最後の寄港地がリフカ島であった。数少ない襲撃からの生還者の1人であるウィリアム・マリナー（William Mariner）は、王によって救済され、イギリスに帰国することを許されるまでの4年間をトンガで過ごした。マリナーは帰国後に偶然作家のジョン・マーティン（John Martin）と出会い、マリナーとマーティンの共著により、『トンガ諸島の原住民の話』（An account of the natives of the Tongan Islands）という1冊の本にマリナーの経験がまとめられた。この本はトンガ王国の初期の文明化に関する人類学的研究上、高く評価される書物となっている。また2009年には当時のポルトープランス号の錨が地元のダイビング事業者によって発見された。

## 統計
人口は2,968人、面積は11.42 km2である。

## 村
- コウロ（英語版）
- ホロペカ（英語版）
- パンガイ
- ハアトゥ（英語版）
- トンゴレレカ（英語版）

## 交通
リフカ島空港がある。空港から主都のパンガイまではバスが利用できる。北隣のフォア島とは橋で結ばれている。南隣のウォレバ島へは干潮時に徒歩で渡れたが、2006年の地震以降、干潮時に出現する岩場が不安定となっている。ウイハ島へは連絡船が就航している。